# Calonotos metallicas
Calonotos metallicas är en fjärilsart som beskrevs av Druce 1884. Calonotos metallicas ingår i släktet Calonotos och familjen björnspinnare. Inga underarter finns listade i Catalogue of Life.